# Membranelle
Als Membranelle bezeichnet man ein Organell bei Wimpertierchen. Es handelt sich um zahlreiche, scheinbar miteinander verbundene Wimpern, die ein stehendes Dreieck bilden, am Ansatz hingegen als Rechteck aus in der Regel 3 oder 5, gelegentlich 2 oder 4 dichten Reihen aus Kinetosomen angeordnet sind. Die Kinetosomen werden durch Fibrillen verknüpft. Sie dienen üblicherweise als funktionelle Einheit zum Herbeistrudeln von Nahrung, selten zur Fortbewegung.
Vermutlich sind die mit diesem Begriff bezeichneten Organellen nicht homolog.
Wimpertierchen aus der Gruppe der Spirotrichea besitzen eine aus mehreren Membranell-Reihen zusammengesetzte sogenannte adorale Membranellenzone (AZM), die bis in die Buccalhöhle führt. Wimpertierchen aus der Gruppe der Hymenostomatia hingegen haben linksseitig der Buccalhöhle das Membranell, rechtsseitig hingegen eine undulierende Membran.

## Nachweise
1. 1 2  Rudolf Röttger: Wörterbuch der Protozoologie In: Protozoological Monographs, Bd. 2, 2001, S. 135, ISBN 3-8265-8599-2.
2. ↑  John J. Lee: An Annotated Glossary of Protozoological Terms In: John J. Lee, G. F. Leedale, P. Bradbury (Hrsg.): An Illustrated Guide to the Protozoa. Band 2. Allen, Lawrence 2000, ISBN 1-891276-23-9, S. 1364 (englisch).